# I Ain't Worried
I Ain't Worried è un singolo del gruppo musicale statunitense OneRepublic, pubblicato il 13 maggio 2022 come secondo estratto dalla colonna sonora Top Gun: Maverick (Music from the Motion Picture) e come terzo estratto dal sesto album in studio del gruppo Artificial Paradise.

## Descrizione
In un'intervista con Ryan Seacrest su On Air with Ryan Seacrest, Tedder ha rivelato che l'idea della canzone è arrivata durante l'inizio della pandemia di COVID-19, dopo che uno dei suoi amici alla Paramount Pictures lo ha invitato a partecipare alla colonna sonora di Top Gun: Maverick. A quel tempo, Tom Cruise aveva rifiutato una trentina di canzoni per la colonna sonora, e stava cercando una band per creare una canzone originale, in particolare per la scena della spiaggia. Tedder ha detto che I Ain't Worried è stato scritto «con in mente i personaggi che si rilassano e si divertono per la prima volta in due ore di film», concependo la canzone con l'intento di rendere la scena memorabile e allo stesso tempo di renderla omogenea alle scene di azione.
Il gruppo ha registrato la canzone durante gli MTV Europe Music Awards 2021 al Kempinski Hotel Corvinus di Budapest, dove hanno soggiornato. Alla canzone ha partecipato anche il figlio del frontman Ryan Tedder, Copeland, che è accreditato fra le voci secondarie. I Ain't Worried è stato pubblicato come secondo singolo dalla colonna sonora di Top Gun: Maverick il 13 maggio dalla Interscope Records e dal Mosley Music Group, l'etichetta di cui fanno parte gli OneRepublic. La canzone, insieme al suo video musicale diretto da Isaac Rentz, ha fatto il suo debutto globale su MTV Live e MTVU, così come sui cartelloni pubblicitari del Paramount Theater Manhattan a Times Square.

## Tracce
Download digitale
1. I Ain't Worried – 2:28

Download digitale – versione acustica
1. I Ain't Worried (Acoustic) – 2:29

## Classifiche

### Classifiche settimanali
| Classifica (2022-23) | Posizione massima |
| -------------------- | ----------------- |
| Australia            | 2                 |
| Austria              | 10                |
| Belgio (Fiandre)     | 3                 |
| Belgio (Vallonia)    | 1                 |
| Bielorussia          | 9                 |
| Bulgaria             | 1                 |
| Canada               | 3                 |
| Corea del Sud        | 58                |
| Danimarca            | 12                |
| Estonia              | 15                |
| Francia              | 7                 |
| Germania             | 19                |
| Grecia               | 10                |
| Hong Kong            | 18                |
| India                | 17                |
| Irlanda              | 4                 |
| Islanda              | 1                 |
| Israele              | 73                |
| Italia               | 49                |
| Kazakistan           | 40                |
| Libano               | 2                 |
| Lituania             | 5                 |
| Lussemburgo          | 5                 |
| Norvegia             | 9                 |
| Nuova Zelanda        | 1                 |
| Paesi Bassi          | 6                 |
| Panama               | 96                |
| Polonia              | 5                 |
| Portogallo           | 15                |
| Regno Unito          | 3                 |
| Repubblica Ceca      | 2                 |
| Russia               | 2                 |
| Singapore            | 3                 |
| Slovacchia           | 6                 |
| Spagna               | 87                |
| Stati Uniti          | 6                 |
| Sudafrica            | 10                |
| Svezia               | 25                |
| Svizzera             | 6                 |
| Taiwan               | 6                 |
| Ucraina              | 121               |
| Ungheria             | 18                |

### Classifiche di fine anno
| Classifica (2022) | Posizione |
| ----------------- | --------- |
| Australia         | 9         |
| Austria           | 45        |
| Belgio (Fiandre)  | 33        |
| Belgio (Vallonia) | 16        |
| Canada            | 27        |
| Corea del Sud     | 167       |
| Danimarca         | 47        |
| Francia           | 43        |
| Germania          | 58        |
| Islanda           | 26        |
| Lituania          | 22        |
| Norvegia          | 27        |
| Nuova Zelanda     | 13        |
| Paesi Bassi       | 27        |
| Regno Unito       | 20        |
| Russia            | 62        |
| Stati Uniti       | 37        |
| Svezia            | 94        |
| Svizzera          | 22        |
| Ungheria          | 40        |
| Classifica (2023) | Posizione |
| Australia         | 11        |
| Austria           | 28        |
| Bielorussia       | 58        |
| Canada            | 20        |
| Danimarca         | 72        |
| Estonia           | 47        |
| Francia           | 36        |
| Germania          | 74        |
| Islanda           | 89        |
| Paesi Bassi       | 60        |
| Polonia           | 67        |
| Portogallo        | 52        |
| Regno Unito       | 24        |
| Russia            | 134       |
| Svizzera          | 11        |
| Classifica (2024) | Posizione |
| Australia         | 60        |
| Estonia           | 199       |
| Francia           | 138       |
| Svizzera          | 80        |